# Không thể cùng nhau suốt kiếp
"Không thể cùng nhau suốt kiếp" là sản phẩm comeback của ca sĩ Hòa Minzy sau 2 năm vắng bóng. Bài hát do nhạc sĩ Mr. Siro sáng tác được thu âm bởi ca sĩ Hòa Minzy và sản xuất bởi ê-kíp đạo diễn Kawaii Tuấn Anh. Video âm nhạc này giúp Hòa Minzy giành giải "Ca Khúc Pop Ballad được yêu thích nhất" tại Zing Music Awards 2020 và "MV của Năm" tại Làn Sóng Xanh 2020.

## Bối cảnh và sáng tác
Hòa Minzy cho biết vào một ngày của năm 2016, Hòa Minzy có nhắn tin cho Mr. Siro trình bày việc mình mong muốn được hợp tác với anh trong một dự án âm nhạc. Tuy nhiên Mr. Siro không phản hồi lại. Đến cuối năm 2017, Mr. Siro mới hẹn Hòa Minzy để trao đổi.  Mr. Siro còn sáng tác miễn phí bài này cho Hòa Minzy miễn là chỉ cần có 1 Video âm nhạc đẹp.

## Phát hành và tiếp nhận
Sau khi tung teaser chính thức của MV vào ngày 9/5, teaser audio lên sóng vào ngày 11/5. Vào ngày 13 tháng 5 năm 2020, "Không thể cùng nhau suốt kiếp" chính thức được phát hành. Sau 3 ngày ra mắt, video âm nhạc "Không thể cùng nhau suốt kiếp" đã chính thức đạt được Top 1 Trending YouTube Việt Nam với hơn 10 triệu lượt xem, cùng với đó kênh chính thức của Hòa Minzy cũng chạm mốc 1,1 triệu người đăng ký, qua đó chính thức nhận được nút vàng YouTube.
Chưa dừng lại ở đó, video "Không thể cùng nhau suốt kiếp" cũng đã đạt được thành tích ấn tượng tại quốc tế khi lọt vào Top Trending Music Video của một số nước: #8 tại Nhật Bản, #9 tại Singapore, #11 tại Úc, #16 tại Đài Loan, #19 tại Hàn Quốc và đạt tới vị trí cao nhất là #59 toàn thế giới. Dự án MV "Không thể cùng nhau suốt kiếp" chính là sản phẩm âm nhạc thành công nhất từ trước đến nay trong sự nghiệp của Hòa Minzy. Sản phẩm âm nhạc này nhận được nhiều lời khen từ người trong giới lẫn sự công nhận từ khán giả.
Nhiều nghệ sĩ như Hương Giang, Jun Phạm, Orange, Đức Phúc, Quách Ngọc Tuyên, nhạc sĩ Huy Tuấn... khen ngợi Hòa Minzy đã tạo nên một sản phẩm âm nhạc đẹp mắt, có giá trị về mặt văn hóa, lịch sử.

## Video âm nhạc
Video âm nhạc của "Không thể cùng nhau suốt kiếp" là một bộ phim ngắn dài 8 phút 56 giây được thực hiện bởi đạo diễn Kawaii Tuấn Anh và hãng phim của anh (Alien Media)

### Nội dung video
"Không thể cùng nhau suốt kiếp" được Hòa Minzy thực hiện theo phong cách cổ trang lịch sử, lấy cảm hứng dựa trên câu chuyện có thật của triều Nguyễn, là mối tình của Nam Phương Hoàng hậu - người đàn bà đã dành tình yêu trọn kiếp cho Vua Bảo Đại nhưng kết thúc chỉ toàn bi thương.
Mở đầu Video âm nhạc là cảnh quay Hòa Minzy hoá thân vào Nam Phương Hoàng hậu đi thuyền trên Hồ Truồi.
Năm 1932, Nam Phương Hoàng hậu và vua Bảo Đại trở về nước sau thời gian du học ở Pháp. Họ đã gặp nhau ở Đà Lạt. Sau nhiều lần gặp gỡ và tìm hiểu, vua Bảo Đại quyết định hỏi cưới Nam Phương Hoàng hậu bởi mến mộ vẻ đẹp và tài sắc hơn người của bà. Đến tháng 3 năm 1934, đám cưới giữa vua Bảo Đại và Nam Phương Hoàng hậu diễn ra tại Điện Dưỡng Tâm – Tử Cấm Thành – Đại Nội Huế. Nam Phương được lập tức tấn phong Hoàng hậu chánh cung, được giữ đạo Công giáo. Đặc biệt là dẹp bỏ "tam cung lục viện", tức là chấp nhận cuộc sống hôn nhân một vợ một chồng chung thủy. Sự kiện lịch sử này đã được video âm nhạc "Không thể cùng nhau suốt kiếp" tái hiện lại qua cảnh quay tại Đại Nội Huế.
Cứ ngỡ người đời nhìn vào cuộc hôn nhân viên mãn này sẽ nghĩ Nam Phương Hoàng hậu thật may mắn và hạnh phúc. "Vài người vội vã cho em là người may mắn. Ấy thế mà giờ anh đổi thay." Với bản chất đào hoa, thích sự xa hoa và hưởng thụ, vua Bảo Đại đã nhiều lần phản bội Nam Phương Hoàng hậu. Ông đã lén lút qua lại với nhiều người phụ nữ, trong đó có "Thứ phi phương Bắc" Bùi Mộng Điệp và giai nhân nức tiếng Hà thành – Lý Lệ Hà.
Xuyên suốt Video âm nhạc tập trung khai thác về cuộc sống của Nam Phương Hoàng hậu bên cạnh gia đình, con cái (được quay tại cung An Định). Tái hiện những nét lịch sử chân thực về cuộc đời, tính cách cũng như bản lĩnh của Nam Phương Hoàng hậu khi đối diện với những giông bão cuộc đời. Điều đó thể hiện rõ nhất qua từng ca từ của bài hát và giọng ca thổn thức của Hoà Minzy – mang đậm nỗi buồn chất chứa.

### Về trang phục
Về trang phục, đạo diễn Kawaii Tuấn Anh chia sẻ rằng ê-kíp chuẩn bị 140 bộ trang phục cho tất cả các nhân vật. 3 bên cung cấp gồm Ỷ Vân Hiên cung cấp Đại triều phục trong cảnh lễ cưới của vua và hoàng hậu, cùng trang phục của một số người hầu cận, VekrisNa và Nguyễn Ngọc Hằng chịu trách nhiệm may lại hầu hết trang phục trong MV và Nhà hát nghệ thuật truyền thống Cung đình Huế cung cấp trang phục cho các diễn viên quần chúng bao gồm binh lính và đội đại nhạc.
- VekrisNa khẳng định bản thân mất 2 năm chuẩn bị phục trang vì công đoạn tìm được những chất liệu, hoa văn chuẩn xác, sát lịch sử khá khó. Có những set đồ phải may lại tới vài lần mới ưng ý. Trang phục khó nhất là chiếc áo choàng màu xanh đính cườm Hòa Minzy mặc trong phân cảnh ru con phải mất 1 tháng để hoàn thiện.
- Đại diện Ỷ Vân Hiên - công ty phụ trách mảng trang phục cho video ca nhạc chia sẻ, công đoạn từ nghiên cứu cho đến thử nghiệm và sản xuất trang phục cổ phải mất đến hàng năm. Cũng theo người này, trong "Không thể cùng nhau suốt kiếp" của Hòa Minzy, gần 10 set trang phục cổ được chuẩn bị gồm hia, đai, mũ, quần áo cho đến trang sức, phụ kiện đi kèm.[8]

## Đội ngũ thực hiện

### Đội ngũ thực hiện
Đội ngũ thực hiện được ghi danh dưới MV.
- Hãng phim: Alien Media
- Ca sĩ: Hòa Minzy, Mr. Siro
- Nhạc sĩ: Mr. Siro
- Phối khí: Minh Thuỵ
- Quản Lý Dự Án: Châu Nhật Nguyên
- Quản lý truyền thông: Thanh Huyền Nguyễn
- Đạo diễn: Kawaii Tuấn Anh
- Biên Kịch: Minh Châu
- Đạo Diễn Mỹ Thuật: Lanzi
- Đạo Diễn Hình Ảnh: Hải Nguyễn Đức
- Trợ Lý Đạo Diễn Quang Mập & Raymond Hồ
- Chỉ đạo sản xuất: Trần Hoài Phong
- Sản Xuất: Nhật Quyên - Nguyễn Trần Như Phúc
- Trợ lý sản xuất: Hoa Nguyễn, Võ Huy Thăng, Lê Ngọc Việt Pháp
- Diễn viên: Xuân Phúc – Lê Công Hoàng – Karen Nguyễn - Lê Thuỳ Linh – Hà Hoàng 
- Diễn viên nhí: Bé Trần Đức Tuấn Hùng - Bé Trương Hoàng Hạnh Thảo - Bé Trần Bảo Linh Đan - Bé Lương Trần Bảo Ngọc – Bé Nuyễn Hồ Nhật Minh – Bé Trần Khởi Nguyên
- Khách mời: Đức Phúc, Erik, Beo Beo, Huyền
- Quay phim: Phan Minh Nghĩa
- Lấy nét: Phạm Đức Minh
- Sản xuất hậu kì: Hà Vân Peze
- Dựng phim và chỉnh màu: Tiểu Phàm
- Kỹ sảo: Sparta VFX
- Thiết kế đồ hoạ: Tuấn Maxx
- Trợ lý mĩ thuật: Nguyễn Lâm Xuân Trang
- Đội thiết kế đạo cụ: Lê Lộc
- Phục Trang: Vekris Na, Nguyễn Ngọc Hằng
- Phục trang cổ trang: Ỷ Vân Hiên
- Cố vấn lịch sử: Phan Thanh Nam
- Trang điểm & làm tóc: Trí nhân
- Đội Thiết bị & ánh sáng: Cinelight
- Thiết bị bay: Nguyễn Hoàng Nhật Phú
- Quay hậu trường: Phan Trọng Trí Nghĩa
- Chụp ảnh hậu trường: Dương Nguyễn
- Chủ nhiệm bối cảnh: Trần Hoài Phong
- Đội hậu cần: Nguyễn Mai Hương
- Quản lý diễn viên quần chúng: Banh Monokanh
- Trình bày: Nghệ nhân ưu tú kim vàng
- Đàn nhị: Mr. Boomba
- Đàn nguyệt: Đỗ Hùng
- Đàn bầu: Trung Thành
- Đàn Tranh: Thu Sương
- Tài trợ trang sức: PNJ

### Khâu chọn diễn viên

#### Nữ chính
Dự tính quay MV ban đầu từ cuối tháng 6/2019 đến cuối tháng 7/2019 sẽ ra mắt. Tuy nhiên mọi việc không suôn sẻ khi gặp vấn đề về chi phí, bối cảnh lẫn diễn viên. Vì không muốn xin tài trợ để có một sản phẩm cổ trang thật nên Hòa Minzy tự bỏ tiền của mình làm MV. Thời gian tiến hành quay "Không thể cùng nhau suốt kiếp" được dời đến tháng 2/2020. Nhưng đến đây nữ chính thông báo không quay được nữa vì thời gian chờ đợi quá lâu, trùng với các dự án khác, ê-kíp của Hòa Minzy bắt đầu tìm kiếm lại diễn viên vào vai Nam Phương Hoàng Hậu.
Đến ngày 5/2, một nữ diễn viên có khả năng về diễn xuất đồng ý nhận vai, mọi công đoạn may đo trang phục đã xong nhưng rồi phía nữ chính lại thông báo không thể tham gia do không sắp xếp được thời gian. Sau những gian nan tìm nữ chính đóng vai Hoàng hậu, ê-kíp đưa ra gợi ý cho Hòa Minzy rằng cô hãy đóng vai này và nữ ca sĩ đã thử sức.

#### Diễn viên nhí
Diễn viên nhí đóng vai Hoàng tử Bảo Thăng liên tục khóc không thể quay, một em bé khác được thay thế và có ngoại hình rất giống nhân vật gốc.

## Các bản cover
Ngày 26 tháng 5 năm 2020, ca sĩ Hòa Minzy đã tổ chức một cuộc thi cover ca khúc "Không thể cùng nhau suốt kiếp" và được nhiều bạn trẻ hưởng ứng.
Bài hát còn được cover lại bởi nhiều ca sĩ nổi tiếng: Mr. Siro , Orange ,...

## Giải thưởng
| Năm  | Giải thưởng       | Hạng mục                               | Kết quả   | Chú thích |
| ---- | ----------------- | -------------------------------------- | --------- | --------- |
| 2020 | Zing Music Awards | Ca Khúc Pop Ballad được yêu thích nhất | Đoạt giải |           |
| 2020 | Làn Sóng Xanh     | MV của Năm                             | Đoạt giải | [ 13 ]    |